# Mimozemšťané

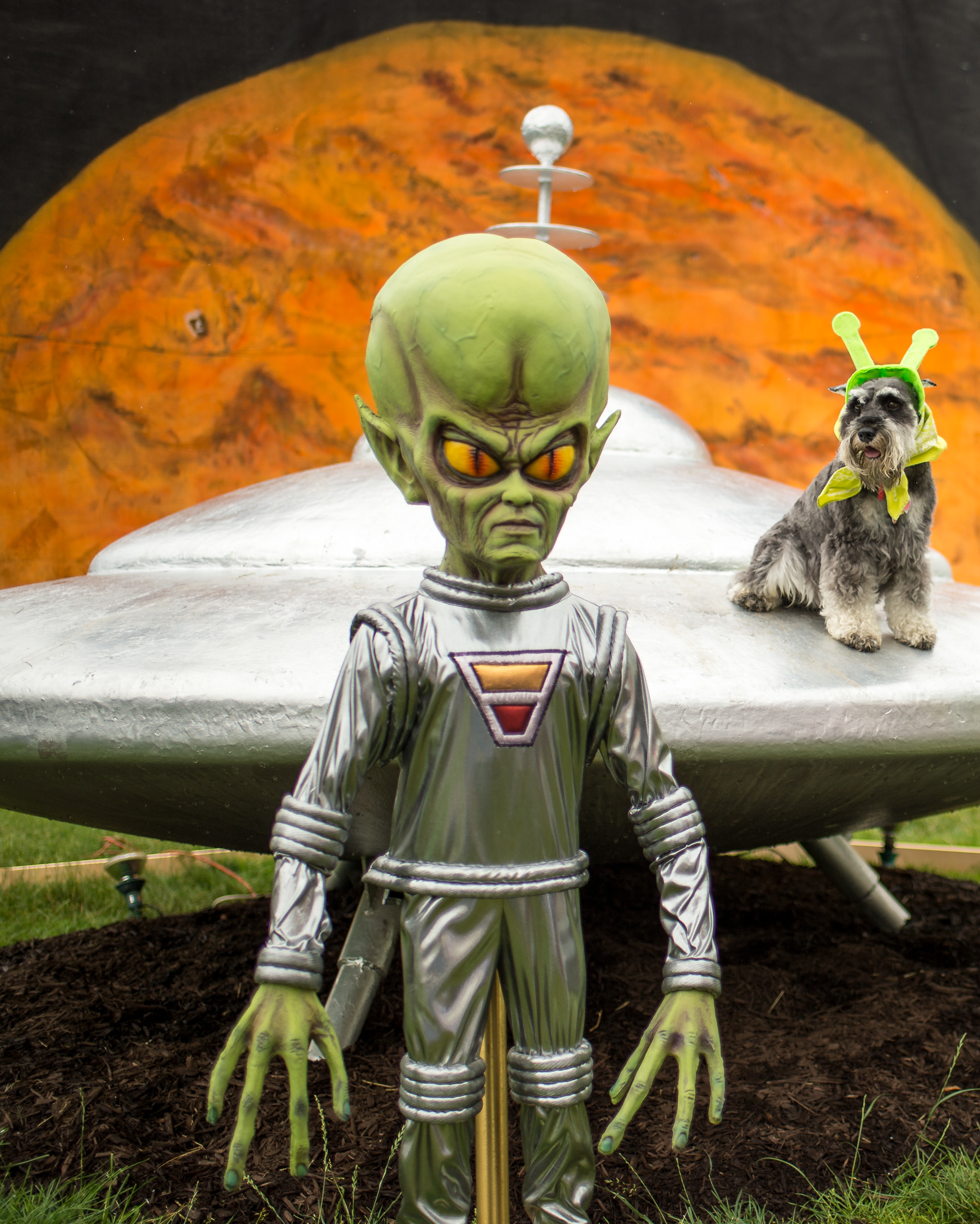
Malý zelený mužíček

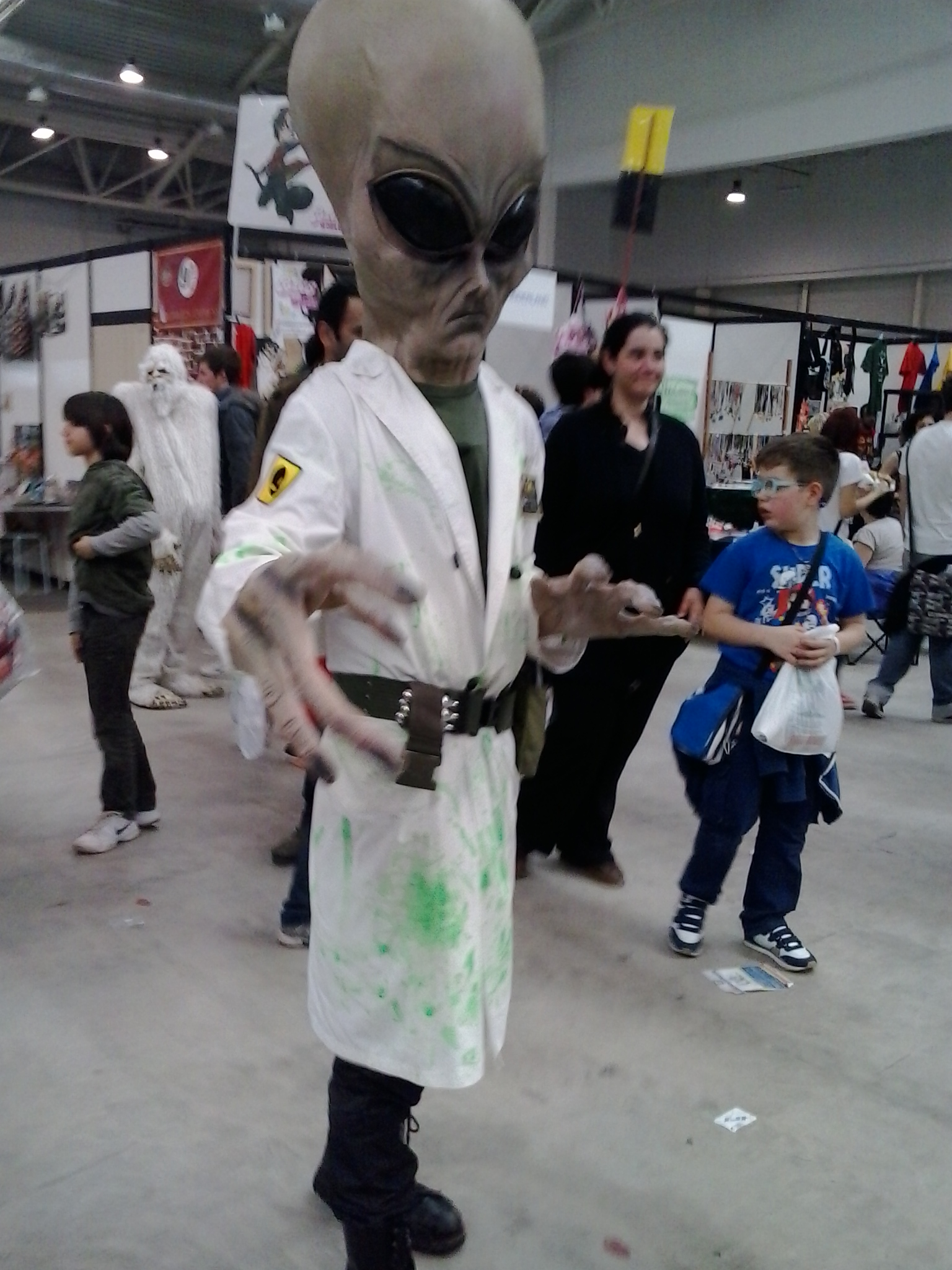
Šedý mimozemšťan

Jako mimozemšťané (hlavně v kontextu vědeckofantastické literatury a filmu) nebo mimozemská inteligence (extraterrestrial intelligence, ETI, hlavně v kontextu vědeckého výzkumu) se označují hypotetické či smyšlené inteligentní bytosti, které nepocházejí z planety Země. Hledáním mimozemského života se zabývá věda astrobiologie, doposud však žádné prokazatelné stopy života mimo Zemi nebyly nalezeny, a tím spíš ani mimozemská inteligence. Od poloviny 20. století se k hledání mimozemské inteligence ve vesmíru používají různé vědecké metody. Někteří vědci existenci mimozemské inteligence považují za pravděpodobnou; například podle studie z roku 2020 by se v naší galaxii mělo v současnosti nacházet více než 36 civilizací s mimoplanetárními komunikačními schopnostmi (Communicating Extra-Terrestrial Intelligence, CETI), a sice za předpokladu, že doba jejich vzniku, stejně jako na Zemi, je přibližně 4,5 až 5,5 miliardy let a průměrná doba jejich života jako komunikující civilizace (na základě našeho výpočtu času) je přibližně 100 let.
V oblasti populární vědy a pavědy se tematikou mimozemšťanů zabývá zejména ufologie, která předpokládá, že létající prostředky mimozemšťanů se mohly dostat na naši Zemi a být zde spatřeny. Motiv mimozemšťanů se dostal i do náboženské oblasti, v Česku například v podobě sekty Vesmírní lidé, jež údajné mimozemšťany vnímá jako své spasitele. Mimozemšťané a jejich setkání s lidmi jsou nosným motivem science fiction, který se objevil v nesčetných textech a filmech tohoto žánru. Průkopnickým dílem v této oblasti je román Válka světů (1898) anglického autora H. G. Wellse, který líčí setkání mimozemšťanů a lidí jako konflikt na život a na smrt. 
Stereotypním zobrazením mimozemšťanů ve sci-fi se stali „malí zelení mužíčci“, například ve filmu Mars útočí!, dalšími jsou „šedí mimozemšťané“, spojení například s incidentem UFO v Roswellu, seriálem Akta X a konspiračními teoriemi Oblasti 51.

## Příklady ze sci-fi literatury a filmu
Zde jsou uvedena pouze díla, v nichž se vyskytují jedinci či rasy, které se nevyvinuly na Zemi, tedy nikoliv lidé, kteří osídlili jiné světy, a některé fiktivní postavy a prostředí:
- E.T. – Mimozemšťan – americký sci-fi film z roku 1982
- Stargate SG-1, Stargate Atlantis, Stargate  Universe a Stargate origins
- Star Trek
- Star Wars
- Stopařův průvodce po Galaxii – hlavní mimozemská postava je Ford Prefect
- Predátor (sci-fi) Yautja – filmy, komiksy, knihy, počítačové hry
- Vetřelec – filmy, komiksy, knihy, počítačové hry
- Známý vesmír
- Akta X
- Pán času (Sontarané, Dalekové)
- postavy z komiksů DC Comics – Superman, Green Lantern
- postavy z komiksů Marvel Comics – Gamora, Thanos, Nova Corps, Thor
- Pod paprsky Zářícího – komiksový cyklus z časopisu ABC
- Transformers - filmová nebo animovaná série - Bumblebbe, Megatron